# Harry Abend
Harry Abend (* 5. Mai 1937 in Jarosław, Polen; † 18. Januar 2021 in Caracas) war ein venezolanischer Architekt und Bildhauer.

## Leben und Werk
Der als Sohn jüdischer Eltern in Polen geborene Harry Abend wanderte mit seiner Familie 1948 nach Venezuela aus, wo er das Colegio Moral y Luces und das Liceo Andrés Bello in Caracas besuchte. Danach studierte er an der Universidad Central de Venezuela (UCV) Architektur. Seine Karriere begann er 1958 allerdings als Bildhauer. Sein größtes Vorbild war der venezolanische Bildhauer Miguel Arroyo (1920–2004).
Harry Abend arbeitete hauptsächlich mit den Materialien Holz, Stein und Bronze. Er verarbeitete viele Elemente der Architektur in seinen Skulpturen, etwa Tore, Mauern und Giebel. Daneben entwarf er auch Schmuck.
Mit seiner Skulptur Forma 1961 gewann er 1963 den Kunstpreis Premio Nacional de Escultura beim Salón Oficial de Arte Venezolano. Zusammen mit dem kinetischen Künstler Jesús Rafael Soto erhielt er den bedeutenden Auftrag für ein Relief an der Spitze der pyramidenförmigen Konzerthalle Teatro Teresa Carreño am Parque los Caobos in Caracas. Auch für die Synagoge der Unión Israelita de Caracas schuf er eine Skulptur. 1964 war Abend einer der Assistenten des britischen Bildhauers Kenneth Armitage am Instituto de Diseño Neumann und am INCE. 1990 wurde er mit dem Francisco-de-Miranda-Orden 1. Klasse ausgezeichnet.
Abend stellte in vielen Museen und Galerien in Nordamerika, Südamerika und Europa aus. Im Skulpturenpark des Museo de Bellas Artes de Caracas wird seine Skulptur Homenaje a Miguel Arroyo (1974) gezeigt.